# نارسيسو دوس سانتوس
نارسيسو دوس سانتوس (بالبرتغالية: Narciso dos Santos‏) هو لاعب كرة قدم ومدرب كرة قدم برازيلي، ولد في 23 ديسمبر 1973 في Neópolis ‏ في البرازيل. شارك مع منتخب البرازيل لكرة القدم. أما مع النوادي، فقد لعب مع نادي باراغواسونسيه الرياضي ونادي سانتوس ونادي فلامنغو.

## وصلات خارجية
- نارسيسو دوس سانتوس على موقع قاعدة بيانات كرة القدم.إي يو (الإنجليزية)
- نارسيسو دوس سانتوس على موقع ناشيونال فوتبول تيمز (الإنجليزية)
- نارسيسو دوس سانتوس على موقع أوليمبيديا (الإنجليزية)
- نارسيسو دوس سانتوس على موقع اللجنة الأولمبية البرازيلية (البرتغالية)